# Christian Gerhartsreiter
Christian Karl Gerhartsreiter (* 21. Februar 1961 in Siegsdorf) ist ein in den Vereinigten Staaten wegen Mordes verurteilter und inhaftierter deutscher Hochstapler, der als Clark Rockefeller bekannt wurde.

## Leben
1978 reiste der damals siebzehnjährige Christian Gerhartsreiter, offenbar mit dem Plan, Schauspieler zu werden, in die Vereinigten Staaten ein. Der Einreisebehörde gab er eine Einladung durch das Ehepaar Elmer und Jean Kelln vor. Die Kellns, ein Zahnarzt aus Kalifornien und seine Frau, hatte er im gleichen Jahr auf ihrer Deutschlandreise kennengelernt. Als vermeintlicher Austauschstudent und Sohn reicher deutscher Eltern fand er in Berlin (Connecticut) Aufnahme bei den Eheleuten Savio und besuchte 1979 die dortige Highschool. 1980 meldete er sich erstmals wieder bei seinen Eltern. Dem Vater Simon Gerhartsreiter, von Beruf Maler, und der Mutter Irmgard, einer Schneiderin, teilte er seine Namensänderung (Christopher Chichester) mit. Als die Savios ihn vor die Türe setzten, machte er sich seinem ursprünglichen Plan gemäß auf in Richtung Hollywood. Er schrieb sich zunächst an der Universität von Wisconsin-Milwaukee ein und nannte sich Chris Gerhart.
Um eine Aufenthaltserlaubnis für die USA zu erlangen, heiratete er 1981 Amy Jersild Duhnke in Madison (Wisconsin). Die damals 22-jährige Duhnke ließ sich zur Hochzeit bewegen, da ihm angeblich ansonsten eine Zwangsrekrutierung durch die Bundeswehr und ein Fronteinsatz im Kalten Krieg drohe. Sie reichte 1992 die Scheidung ein und gab an, dass er sie bereits am Tag nach der Hochzeit verlassen habe.
In den frühen achtziger Jahren bewohnte er das Gartenhaus der Familie Sohus (Ruth, genannt „Didi“ Sohus, deren Adoptivsohn John Sohus und dessen Gattin Linda) in San Marino, einem Vorort von Los Angeles. Hier nannte er sich Chris Chichester und gab sich als Filmstudent aus.
1985 verschwanden John und Linda und anschließend Gerhartsreiter/Chichester spurlos vom Anwesen.
Weitere Aliase folgten. In den späteren achtziger Jahren arbeitete er unter dem Namen Christopher Crowe als Börsenmakler in New York. Als Clark Rockefeller habe ihn nach eigener Aussage schließlich ein inzwischen verstorbener Patenonkel identifiziert. 
1994 heiratete er unter diesem Namen Sandra Boss, eine vermögende Harvard-Absolventin, die als Partnerin bei McKinsey um die 1,4 Millionen US-Dollar jährlich verdiente. Boss ließ sich 2007 von ihm scheiden, da er ihr die Auskunft über seine wahre Identität verweigerte. Durch die Scheidung verlor er das Sorgerecht für seine Tochter aus dieser Ehe, die er daraufhin kidnappte. Es kam zu einer Anklage und einer Verurteilung zu einer mehrjährigen Gefängnisstrafe. Im Prozessverlauf wurden verschiedene Aliase des „falschen Rockefellers“ aufgedeckt.
Im März 2011 wurde der inzwischen Inhaftierte darüber hinaus angeklagt, 1985 John Sohus, den Adoptivsohn seiner damaligen Wohnungsvermieterin Ruth Sohus, ermordet zu haben. Sohus’ Leichnam, der erst 2010 per DNA-Analyse zweifelsfrei identifiziert werden konnte, war bereits 1994 bei Grabungsarbeiten im Garten des ehemaligen Wohnsitzes der Familie in San Marino entdeckt worden. Da die damalige DNA-Methodik keine Identifizierung erlaubte, galt Sohus bis 2010 offiziell als verschollen. Weiterhin fehlt jede Spur von seiner Ehefrau Linda Sohus, die von Gerhartsreiters Verteidigung als mögliche Täterin dargestellt wurde. Der Prozess begann im März 2013; am 10. April wurde Gerhartsreiter des Mordes an John Sohus für schuldig befunden. Die Verteidigung kündigte ein Revisionsverfahren an. Im August 2013 wurde das Strafmaß mit 27 Jahren bis lebenslänglich festgesetzt. Das Revisionsverfahren wurde am 23. Oktober 2015 mit leichten Verringerungen des Strafmaßes abgeschlossen und führt in seinem Urteil auch die Indizien auf, die zu der ersten Verurteilung führten.

## Sonstiges
Der auf seiner Lebensgeschichte beruhende Film Wer ist Clark Rockefeller? wurde 2010 mit Eric McCormack in der Hauptrolle und Sherry Stringfield als Sandra Boss verfilmt. Der amerikanische Journalist und Autor Mark Seal veröffentlichte 2011 über Gerhartsreiter das Buch The man in the rockefeller suit – the astonishing rise and spectacular fall of a serial imposter (dt. Buchtitel: Der Mann, der Rockefeller war: Aufstieg und Fall eines bayerischen Hochstaplers).

## Film
- Wer ist Clark Rockefeller?, Fernsehfilm, 95 min, USA 2010
- Mein Freund Rockefeller, Dokumentation von Steffi Kammerer (2014, 87 Min.)[13][14]